# Transport ferroviari de Suïssa
El transport ferroviari de Suïssa destaca per la seva densitat, la seva coordinació entre serveis, la seva integració amb altres modes de transport i un pròsper sistema de mercaderies nacional i transalpí. Això permet posar unes fortes regulacions sobre el transport de camions, i està habilitat per una logística intermodal adequadament coordinada.
El 2015, amb 5.323 km de longitud de la xarxa, Suïssa no només té la xarxa ferroviària més densa del món (128.9 km/103 km² excepte països i ciutats-estat molt petits) malgrat que els Alps cobreixen prop del 60% de la seva superfície, però també és el clar líder europeu en quilòmetres recorreguts: 2.451 km per habitant anuals (2017).A tot el món només els japonesos viatgen més amb tren.
Pràcticament el 100% de la seva xarxa està electrificada, a excepció de les poques vies en què les locomotores de vapor funcionen només amb finalitats turístiques. A Suïssa hi ha 74 companyies ferroviàries. La proporció de viatgers que es desplacen a la feina amb transport públic (com a mitjà de transport principal) és del 30%.
Suïssa va ocupar el primer lloc entre els sistemes ferroviaris nacionals europeus a l'Índex de rendiment ferroviari europeu de 2017 per la seva intensitat d'ús, la seva qualitat de servei i la seva forta qualificació de seguretat. També va tenir una intensitat d'ús excel·lent, impulsada sobretot pel trànsit de passatgers, i una bona valoració per la qualitat del servei i una molt bona nota per la seguretat i va obtenir un alt valor a canvi de la inversió pública amb ràtios de cost a rendiment que superen la ràtio mitjana de tots els països europeus.
Suïssa és membre de la Unió Internacional de Ferrocarrils (UIC) i el seu codi és 85.

## Història

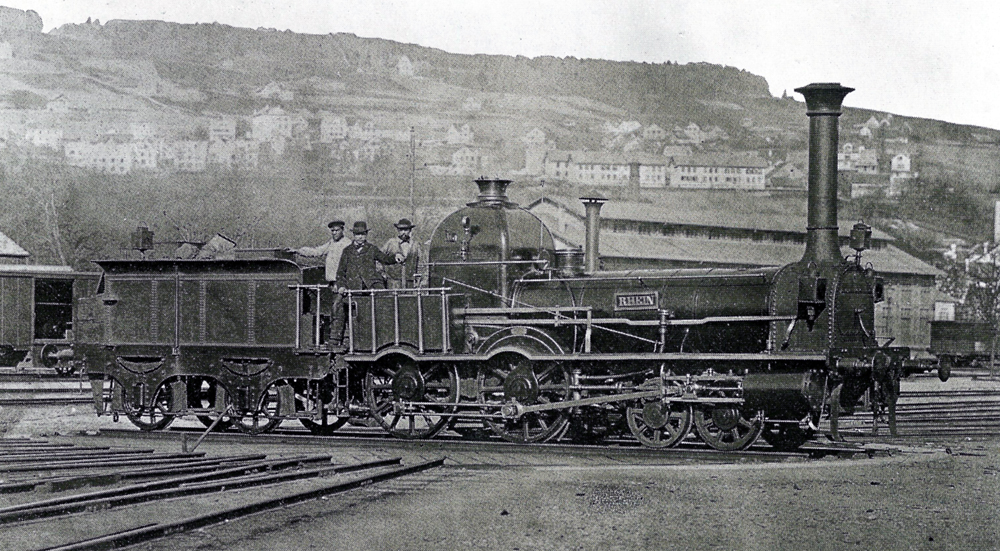
Locomotora utilitzada pel ferrocarril suís del nord (fotografia de 1868)

La construcció i explotació dels ferrocarrils suïssos durant el segle xix va ser realitzada per ferrocarrils privats. La primera línia interna es va construir el 1847, tenia 16 km i anava de Zúric a Baden, operada pel ferrocarril suís del nord. El 1860 els ferrocarrils connectaven l'oest i el nord-est de Suïssa, però els Alps continuaven sent una barrera infranquejable per als ferrocarrils, que necessiten desnivells baixos. El primer ferrocarril transalpí i l'eix nord-sud de Suïssa finalment es va inaugurar el 1882. Era el ferrocarril del Gotthard i tenia un túnel que passava molt per sota del coll del Gotthard. Una segona línia es va obrir encara més avall sota el coll del Simplon el 1906 (el ferrocarril del Simplon), i una tercera sota el Lötschberg el 1913 (el ferrocarril del Lötschberg).
El 1901 els principals ferrocarrils van ser nacionalitzats per formar els Ferrocarrils Federals Suïssos. Durant la primera meitat del segle xx van ser electrificats i lentament millorats. Després de la Segona Guerra Mundial, el ferrocarril va perdre ràpidament la seva quota del mercat del ferrocarril a causa del transport per carretera, ja que la propietat d'automòbils va augmentar i es van construir més carreteres. A partir de 1970, el govern federal es va implicar més en la millora dels ferrocarrils, especialment a les zones urbanes i a les rutes troncals en el marc del projecte Rail 2000. A més, dues vies transalpines importants —el ferrocarril del Gotthard i l'aproximació de Lötschberg al Simplon— van ser reconstruïdes sota el projecte NRLA.

### Rècords
-(1871) Primer tren cremallera d'Europa
-(1889)El tren cremallera més empinat del món, Pilatus, amb un pendent del 48%
-("1930") El tren de servei Express més lent, Glacier Express (7 hores i 30 minuts)
-(2007) Mitjana més alta del món recorreguda amb tren per habitant
-L'estació de ferrocarril més alta d'Europa, Jungfraujoch a 3454 metres
-(2016) Túnel de ferrocarril més llarg, el Túnel de Gotthard, de 57 quilòmetres

## Línies de calibre estàndard

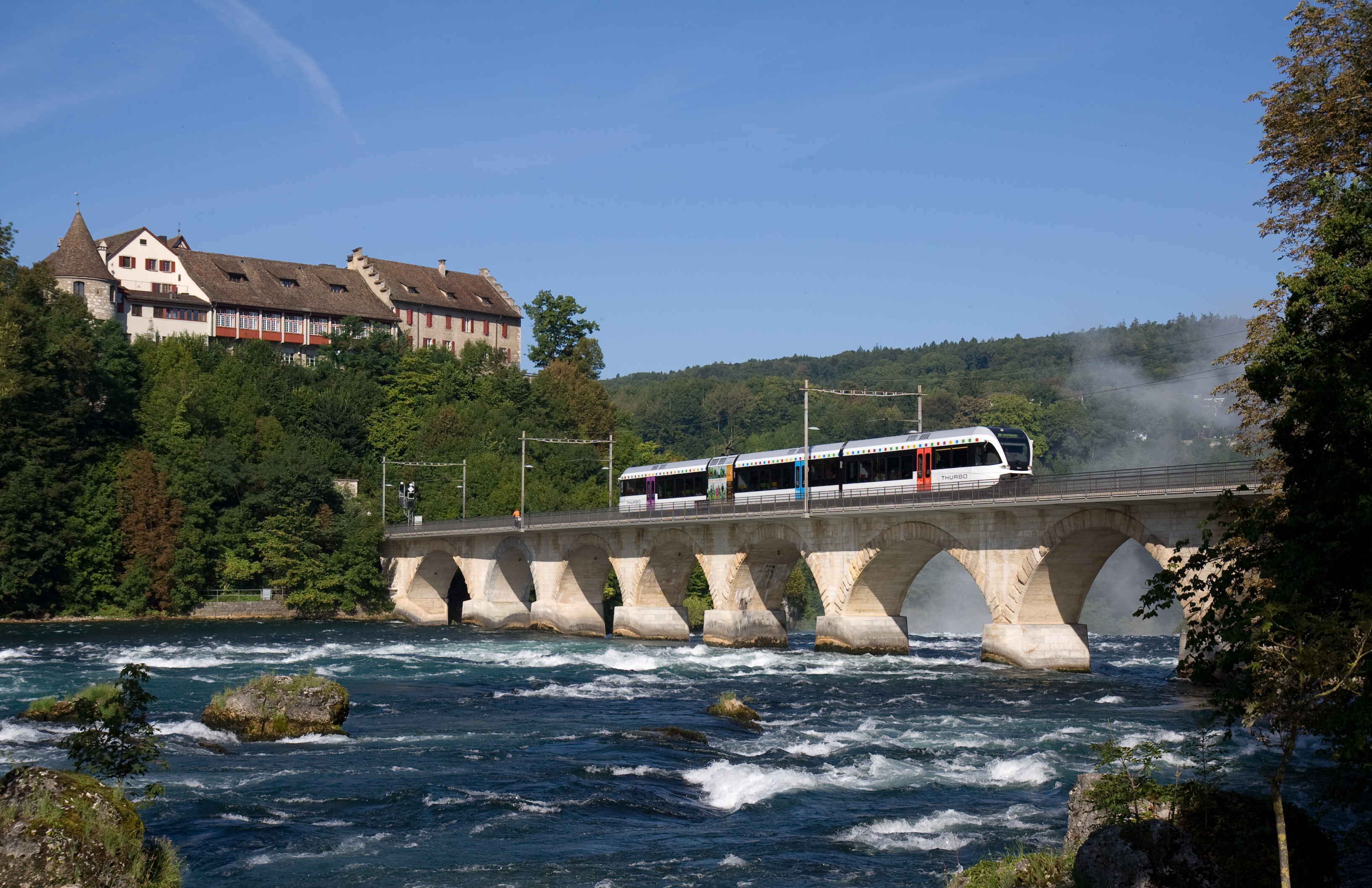
Tren regional prop de les cascades del Rin

Tres quartes parts de la xarxa ferroviària suïssa té un ample estàndard, que comprèn 3.773 km, administrada majoritàriament per tres empreses. Les estacions de ferrocarril més importants que superen els 100.000 passatgers diaris són Zürich HB (466.800 viatgers diaris en un dia laborable), Berna (210.000 ppd(persones per dia)), Basilea SBB (114.200 ppd), Lausana (108.900 ppd) i Winterthur (108.000 ppd).

### Ferrocarrils Federals Suïssos
Ferrocarrils Federals Suïssos (SBB/CFF/FFS) és la companyia més gran i important de Suïssa i gestiona la majoria del trànsit tant nacional com internacional. Opera la via principal est-oest a la zona de l'altiplà suís que dona servei a totes les ciutats suïsses més grans i moltes altres més petites, i les rutes nord-sud a través dels Alps a través de la línia del Gotthard a través del túnel de base del Gotthard (Milà-Chiasso-Lugano-Luzern/ línia Zúric-Basilea) i el túnel del Simplon (línia Domodossola a Brig-Lausana-Ginebra).
En total aquesta companyia opera 3.173 quilòmetres del total que hi ha al país

### BLS
BLS (Berna - Lötschberg - Simplon) opera el 10% de la xarxa d'ample estàndard. Gestiona la segona gran ruta alpina Berna-Brig i la connexió a Brig pel túnel de Simplon cap a Itàlia.
En total opera 436 quilòmetres de via

### SOB
La línia original de Schweizerische Südostbahn AG (SOB) passa per 147 km (dels quals 123 km són els seus) entre Romanshorn i Lucerna. El tren express cada hora que circula per aquesta ruta s'anomena Voralpen Express en referència al paisatge prealpí que recorre des del nord-est fins al centre de Suïssa. La línia toca Herisau, la vall de Toggenburg, el llac de Zug i el llac de Lucerna.

### Enllaços ferroviaris amb altres països

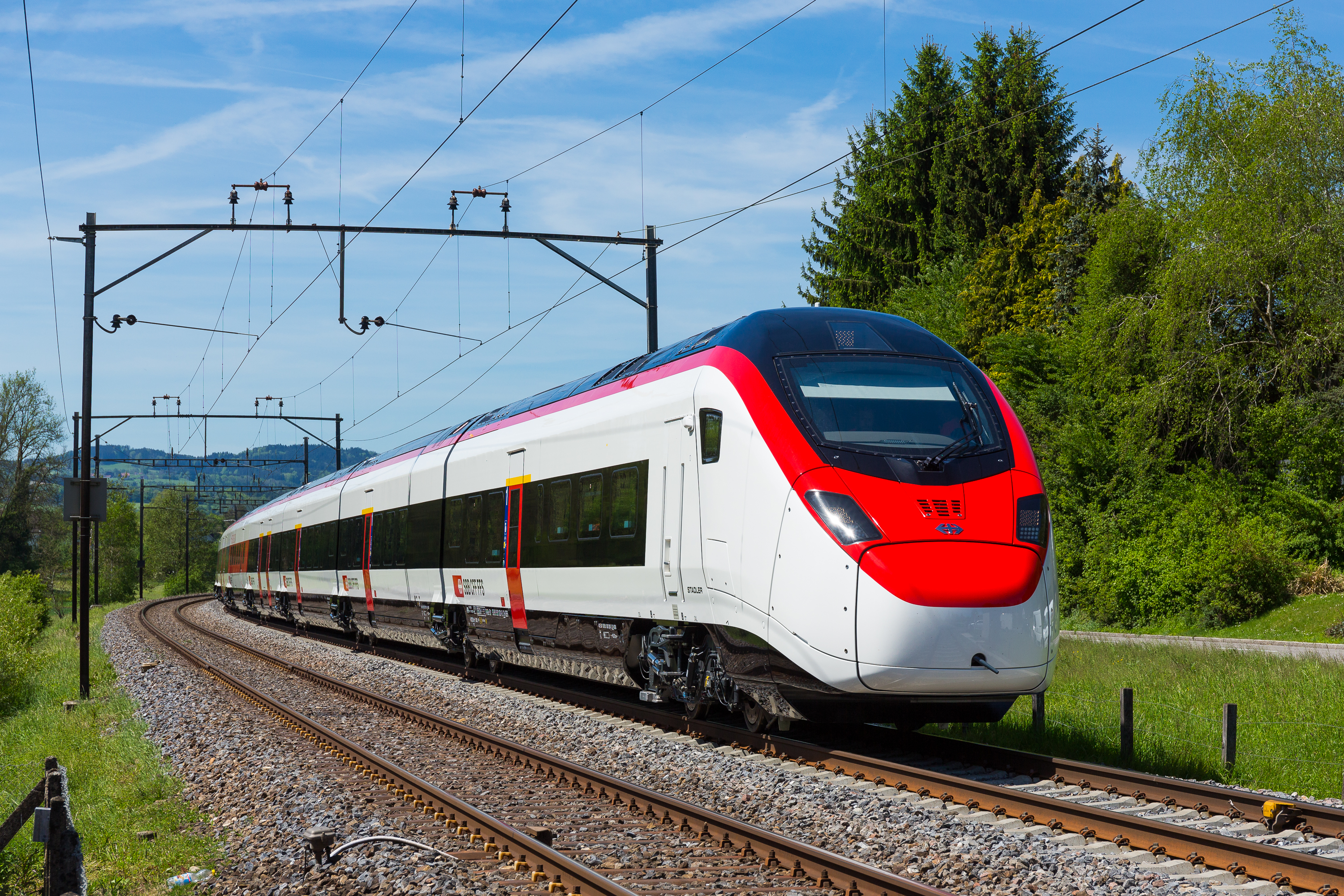
Operat pels Ferrocarrils Federals Suïssos, l'EC 250 Giruno ofereix connexions internacionals a través dels Alps a través del túnel de base del Gotthard de 57 quilòmetres de llarg.

Tot i que tant Àustria com Alemanya utilitzen la mateixa tensió que Suïssa, són necessaris un tipus de locomotores especials perquè Suïssa utilitza pantògrafs més estrets.
La companyia ferroviària nacional alemanya Deutsche Bahn (DB) és propietària de línies transfrontereres des de la frontera alemanya fins a l'estació de Basilea Badischer Bahnhof, que també és operada per DB. També posseeix i opera una línia est-oest a través del cantó de Schaffhausen que forma un enllaç al Ferrocarril de l'Alt Rin, en gran part alemany, i és propietari conjuntament amb els Ferrocarrils Federals Suïssos de l'estació de tren de Schaffhausen.
La DB alemanya opera trens de llarga distància des d'Alemanya a ciutats suïsses, inclosos els serveis ICE a Basilea, Zúric, Berna, Chur i Interlaken. D'altra banda, l'operador suís SBB ofereix serveis de l'Eurocity a Alemanya en les línies de Zuric a Stuttgart i Múnic. SBB també opera una línia regional anomenada Seehas al territori alemany al nord del llac de Constança, a prop de la frontera amb Suïssa.
L'empresa conjunta franco-suïssa TGV Lyria opera trens d'alta velocitat entre París i el sud de França amb serveis a Ginebra, Lausana, Basilea i Zúric.
L'austriana Railjet gestionat per ÖBB opera el servei entre Zúric i diverses destinacions a Àustria. El servei passa a través de Buchs SG i va a Innsbruck, Salzburg i Viena, entre d'altres.
SBB i Trenitalia operen conjuntament els serveis EuroCity entre Suïssa i Itàlia. Aquests serveis funcionen entre Ginebra i Milà o fins i tot Venècia a través del túnel del Simplon.

## Línies de via estreta

### RhB i MGB

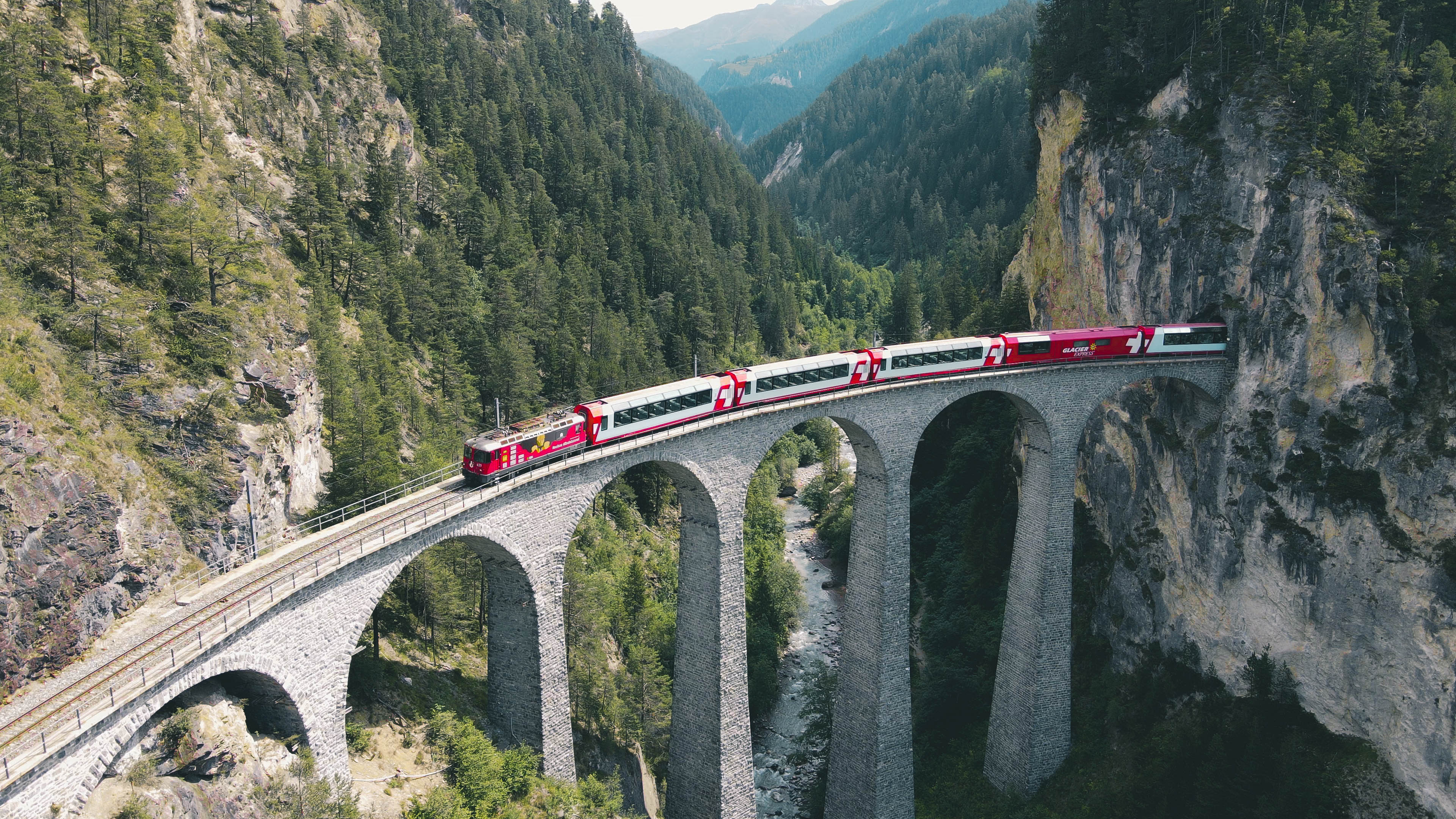
El Glacier Express (aquí al viaducte de Landwasser) és el tren més llarg de Suïssa. Va des de Zermatt fins a St. Moritz, tant a les xarxes MGB com a RhB

El Rhätische Bahn (RhB) és el ferrocarril d'ample mètric més llarg de Suïssa, que uneix Arosa, Disentis, Davos, St. Moritz als alts Alps i Tirano a Itàlia amb Chur, un nus ferroviari amb l'SBB. Passa per la vall superior del Rhin i diverses valls laterals, així com per l'Engadine, la vall superior del riu Inn. El coll del Bernina és el punt més alt d'aquesta línia, amb 2253 m. També és el pas ferroviari més alt d'Europa. Longitud total: 366 quilòmetres.
L'antic Furka Oberalp Bahn (FO) era un ferrocarril d'ample metre als alts Alps del sud. El seu nom feia referència a dos colls, el coll de Furka i el coll de l'Oberalp. El pas de Furka es troba a l'extrem superior de la vall del Roine. El coll d'Oberalp és el punt més alt d'aquesta línia amb 2033 metres i es troba a l'extrem superior de la vall del Rin. La longitud total del ferrocarril era de 100 quilòmetres, i la línia va de Disentis a Brig. Brig és una unió ferroviària amb SBB i BLS i es troba a l'extrem nord del túnel del Simplon a la línia CFF de Milà a Lausana i la línia BLS de Milà a Berna.
L'antiga BVZ Zermatt-Bahn (BVZ; BVZ significa Brig Visp Zermatt) era una línia curta entre Brig i Zermatt. Passa per les valls de Visp i Matt, afluents del Roine. Longitud total: 43 quilòmetres.
El 2003, FO i BVZ es van fusionar per formar el Matterhorn Gotthard Bahn (MGB).
El Glacier Express (GEX) passa per la ruta combinada de tres línies St. Moritz/Davos-Filisur-Chur-Disentis-Andermatt-Brig-Visp-Zermatt. Una excursió d'un dia en cotxes panoràmics porta els turistes de St. Moritz/Davos a Zermatt, o viceversa, per alguns dels paisatges més espectaculars dels Alps. És el tren de major distància, el trajecte de Zermatt a St. Moritz dura unes 8 hores.

### Trens turístics
Diverses línies de tren que feien servei regular de transport de passatgers han acabat adaptant un servei mixt de passatgers i tren turístic per les vistes que ofereix dels alps. El Glacier Express o el Bernina Express són considerats dels millors trens turístics del món. A part a Suïssa hi ha una gran xarxa de trens cremallera i funiculars que s'utilitzen per a arribar a miradors o altres llocs icònics del país.

## Ferrocarril urbà

### Tramvies
Hi ha tramvies que funcionen en nou sistemes a set ciutats suïsses. Els tramvies que circulen al carrer són gairebé tots d'ample mètric. El tramvia més modern és el tramvia de Zúric, inaugurat el 2006
| ciutat    | Sistema                           | Inici d'operacions     | Ample    | notes    |
| --------- | --------------------------------- | ---------------------- | -------- | -------- |
| Basilea   | Basler Verkehrs-Betriebe (BVB)    | 6 de maig de 1892      | 1,000 mm | 8 línies |
| Basilea   | Baselland Transport (BLT)         | 6 d'octubre de 1902    | 1,000 mm | 4 línies |
| Berna     | Städtische Verkehrsbetriebe Bern  | 1 de juliol de 1902    | 1,000 mm |          |
| Bex       | Bex–Villars–Bretaye railway (BVB) | 1898                   | 1,000 mm |          |
| Ginebra   | Transports Publics Genevois       | 22 de setembre de 1894 | 1,000 mm |          |
| Lausana   | Tramway du sud-ouest lausannois   | 2 de juny de 1991      | 1,435 mm |          |
| Neuchâtel | Trams in Neuchâtel                | 16 de maig de 1897     | 1,000 mm |          |
| Zúric     | Verkehrsbetriebe Zürich (VBZ)     | 8 de març de 1894      | 1,000 mm |          |
| Zúric     | Stadtbahn Glattal                 | 10 de desembre de 2006 | -        |          |

### S-Bahn
A moltes parts de Suïssa, el servei de tren de rodalies de rodalies és avui conegut com S-Bahn. El 1964 es va posar en marxa per primera vegada la programació de rellotge del tren de rodalies a la línia Worb Dorf - Worblaufen prop de Berna. El 1982 es va introduir la programació del rellotge a tota Suïssa. El terme S-Bahn s'utilitza des de 1990 per a l' S-Bahn de Zúric, al 1995 per a l'S-Bahn de Berna i al 1997 amb l' S-Bahn regional de Basilea. Però també s'utilitzen altres termes per al tren de rodalies com Stadtbahn Zug. Als voltants de Friburg, es coneix com a Réseau Express Régional (RER), a la regió de Ginebra el terme és Léman Express i al cantó del Ticino Treni Regionali Ticino Lombardia (TILO). Les xarxes de rodalies de Zúric, Basilea, Ginebra i Ticino també ofereixen serveis de transport transfronterer cap a Alemanya, França i Itàlia.

## Integració de serveis

### Entre serveis ferroviaris
Els serveis del ferrocarril suís s'integren entre si i amb altres formes de transport públic, com ara ferrocarrils locals, autobusos postals, vaixells i transports per cable, sovint en proximitat directa, per minimitzar els temps de transbord. A diferència dels seus veïns europeus, Suïssa no ha desenvolupat una xarxa ferroviària d'alta velocitat completa, a més les línies d'alta velocitat no poden anar a més de 200 km/h. En canvi, la prioritat no és tant l'acceleració dels trens entre ciutats, sinó la reducció dels temps de connexió a través del sistema nodal. Els temps de trajecte en línies principals entre nuclis són múltiples de 15 minuts de manera que a l'hora o mitja hora tots els trens paren a les estacions principals al mateix temps, minimitzant així els temps de connexió.

### Entre modes de transport
Els horaris del tren estan integrats amb l'extensa xarxa d'autobusos postals que serveixen tant a pobles de plana com d'alta muntanya. Per exemple, a la línia d'autobús postal 12.381 està previst que a les 10:35 surti des del poble de muntanya de Les Haudères i arribi a la ciutat regional de Sion a les 11:20, on un tren surt de l'estació (situada al costat de l'estació d'autobusos) a les 11:24 cap a Visp. De fet, és una visió familiar que els cotxes postals ja estiguin coordinats fora de l'estació per al tren que arriba. Des d'aquesta perspectiva, la xarxa ferroviària suïssa funciona com el nucli d'una xarxa de transport públic més àmplia. Altres modes de transport afectats per l'horari integrat són els vaixells (per exemple a l'estació de tren de Thun) i els transports per cable (per exemple, a l'estació de ferrocarril de Fiesch).

## Costos i subvencions

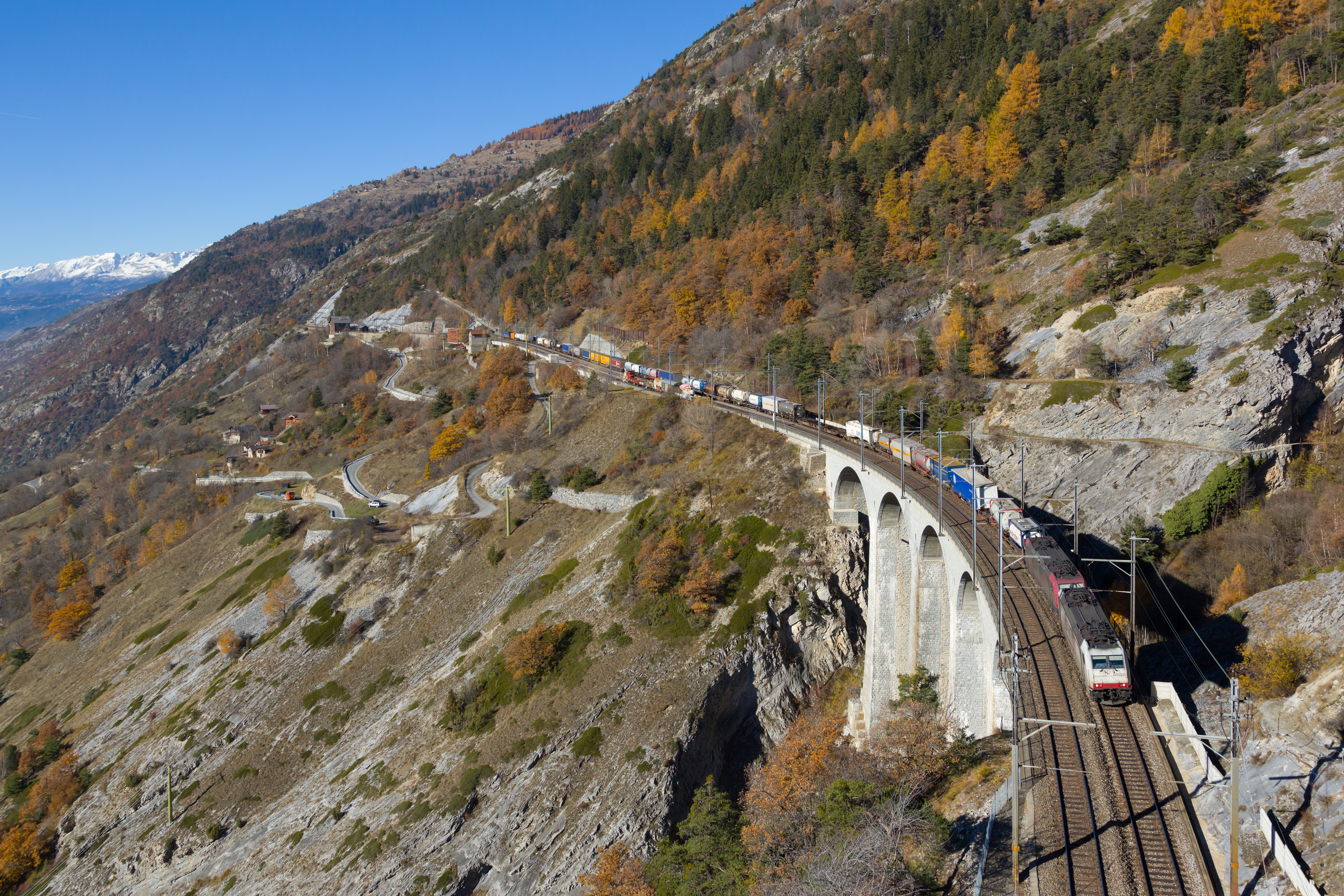
Un tren de mercaderies a la línia del cim del Lötschberg. Sobre CHF 18 s'han gastat mil milions en modernitzar l'eix Gotthard i Lötschberg, tots dos part del projecte NRLA

Tot i que la inversió pública està positivament correlacionada amb el rendiment d'un sistema ferroviari determinat, l'índex de rendiment ferroviari europeu troba diferències en el valor que reben els països a canvi del seu cost públic. L'índex 2017 va trobar que Suïssa té una gran relació qualitat-preu en comparació amb la relació mitjana de rendiment i cost entre els països europeus gràcies tant a l'ús que se'n fa de l'infraestructura com per l'eficiència i practicitat d'aquest.

### Transport de viatgers
El 2012, els costos totals del transport de passatgers a la xarxa ferroviària suïssa van ser de 8.880 milions de francs suïssos, dels quals 4.460 milions (50%) es van deure als costos d'infraestructura, 3.980 milions (45%) eren costos de mitjans de transport, 427 milions a causa de costos mediambientals i sanitaris, i 25 milions per accidents.
4.280 milions de francs, o el 48,2%, van ser pagats pels passatgers i 4.150 milions (o el 47%) provenien de subvencions ferroviàries proporcionades per contribucions federals, cantonals i municipals. 426 milions (o el 4,8%) van ser aportats pel patrimoni comú (assegurances d'accidents i de salut, fons mediambientals, etc.).

### Transport de mercaderies
El 2012, els costos totals del transport de mercaderies a la xarxa ferroviària suïssa van ser de 2.063 milions de francs, dels quals 779 milions (37,8%) es van deure als costos d'infraestructura, 900 milions (43,6%) eren costos de mitjans de transport, 59 milions a causa de costos mediambientals i sanitaris, i 325 milions (15,8%) per accidents.
1.058 milions de francs, o el 51,3%, van ser pagats pels clients i 122 milions (5,9%) per empreses de transport, mentre que 555 milions (26,9%) van ser subvencionats per contribucions federals, cantonals i municipals. 328 milions (15,9%) van ser aportats pel patrimoni comú (assegurances d'accidents i de salut, fons mediambientals, etc.).